# Henry Courtenay
Henry Courtenay (ca. 1496 - Tower Hill, 9 januari 1539) was graaf van Devon (Hendrik I) en markies van Exeter. Hij was een zoon van William Courtenay en Catharina van York en was daarmee een kleinzoon van de oude koning Eduard IV van Engeland.

## Biografie

### Vroege jaren
Bij de geboorte van Henry Courtenay was zijn grootvader Edward Courtenay graaf van Devon, maar in 1504 werd zijn vader William Courtenay opgepakt voor samenzwering samen met de Yorkistische leider Edmond Pole tegen koning Hendrik VII. Zijn vader werd vastgezet in de Tower of London en hiermee was de eventuele erfenis van het graafschap behoorlijk klein geworden voor Henry.
In 1509 overleed zowel Edward van Courtenay als koning Hendrik VII. Zijn opvolger Hendrik VIII liet de vader van Henry Courtenay vrij uit de Tower. Zijn vader was aanwezig tijdens de kroning van de nieuwe koning, hij droeg daarbij het zwaard van zijn neef. Willem kreeg daarop zijn gebieden terug en toen hij overleed in 1511 gingen die gebieden naar Henry Courtenay.

### Markies van Exeter
In april 1525 werd Henry Courtenay benoemd tot slotvoogd van Windsor Castle. Enkele maanden later werd hij benoemd tot markies van Exeter. Hij moedigde ook ten zeerste het voorgenomen huwelijk aan van de koning met Catharina van Aragon. Toen hij een paar jaar later bericht kreeg dat kardinaal Reginald Pole en zijn broer Geoffrey een samenzwering beraamden tegen koning Hendrik VIII, werd hij ten onrechte door Thomas Cromwell veroordeeld tot een van de samenzweerders in het complot. Maar door zijn correspondentie met de kardinaal kon deze bewering gehard worden.
In november 1538 werden Henry Courtenay, zijn vrouw en erfgenaam vastgezet in de Tower. Op 9 januari in het volgende jaar werd hij wegens hoogverraad onthoofd. Zijn vrouw werd in 1540 vrij gelaten en door haar goede relatie met de latere koningin Maria I werd ook zijn zoon vrijgelaten in 1553.